# Boug occidental
Ne doit pas être confondu avec Boug méridional.
Pour les articles homonymes, voir Boug et Bug.

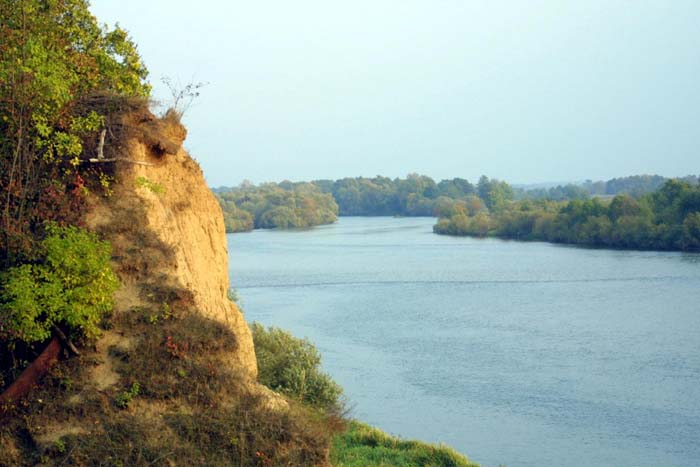
Le Boug à Nur (Pologne).

Le Boug occidental ou Bug occidental ou simplement Bug ou Boug (en polonais : Bug ; en biélorusse : Заходні Буг, Zachodni Bouh ; en russe : Западный Буг, Zapadny Boug ; en ukrainien : Західний Буг, Zakhidnyi Boug ou Bouh) est un cours d’eau d’Europe orientale, sous-affluent de la Vistule par la Narew. Il prend sa source en Ukraine et termine sa course en Pologne : ses eaux mêlées à celles de la Narew puis de la Vistule alimentent la mer Baltique.

## Géographie
Le Boug prend sa source en Ukraine à environ 70 kilomètres à l'est de Lviv, puis se dirige vers le nord-ouest et oblique vers le nord-nord-ouest. Pendant 363 km, il marque la frontière de la Pologne avec ses deux voisins : l’Ukraine et plus au nord la Biélorussie ; enfin, bifurquant vers l'ouest au niveau de Brest (en biélorusse : Брэст), il pénètre en Pologne pour aller se jeter dans la Narew au niveau de Zegrze, près de la ville de Serock. La Narew est un affluent de la Vistule.
Le Boug a une longueur totale de 772 km (dont 587 km en Pologne). C’est le 4e plus long cours d’eau polonais. Son bassin hydrographique recouvre 39 420 km2, dont environ la moitié — 19 284 km2 — se trouve en Pologne.
Entre Brest et Pinsk, donc en Biélorussie, le Boug est relié par un canal au Dniepr, qui est un fleuve principalement ukrainien.
Depuis le 1er mai 2004 et l'entrée de la Pologne dans l'Union européenne (UE), le Boug est ainsi une des frontières de l'UE.
Une des Sept merveilles naturelles d'Ukraine (en) est l'ensemble des steppes de granite du Boug.

## Principales villes traversées
De l'amont vers l'aval, le Boug traverse les villes suivantes :
- Sokal ;
- Włodawa ;
- Brest ;
- Terespol ;
- Drohiczyn ;
- Wyszków.

## Principaux affluents
| Rive gauche - Poltva - Sołokija - Huczwa - Uherka - Włodawka - Krzna - Liwiec | Rive droite - Louha - Muchawiec - Leśna - Nurzec - Brok |

## Histoire
Depuis le VIIe siècle, les rives du Boug sont une zone de peuplement pour les tribus slaves. Au IXe siècle, la présence de Boujanes (en), une tribu slave, est mentionnée, et en 907, celle de Doulièbes (en). Au Xe siècle au plus tard, un plus grand château slave est construit à Brest.